# Disztributivitás
A disztributivitás két matematikai műveletet összekapcsoló tulajdonság. Akkor mondjuk, hogy egy művelet (jelölje ⊕) disztributív egy másik (mondjuk ×-tel jelölt) műveletre nézve, ha minden elem esetén azonos végeredményre jutunk
- akkor is, ha két elem × műveletének eredményén és egy harmadik elemen végrehajtjuk a ⊕ műveletet,
- illetve akkor is, ha előbb a harmadik elemmel külön-külön össze-⊕-műveletezzük az első kettőt, majd a két eredményt össze-×-műveletezzük.

Ha a ⊕ művelet nem kommutatív, akkor megkülönböztethető bal oldali és jobb oldali disztributivitás. E jelzők elhagyása egyszerre mindkét oldali disztributivitásra utal.

## Definíció
Legyen {\displaystyle (A;+,*)} tetszőleges matematikai struktúra, ahol a {\displaystyle +} és a {\displaystyle *} kétváltozós művelet.
Akkor mondjuk, hogy a {\displaystyle *} művelet disztributív a {\displaystyle +} műveletre nézve (illetve, hogy a {\displaystyle (A;+,*)} struktúra disztributív), ha {\displaystyle A} halmaz minden {\displaystyle a,b,c} elemére teljesül, hogy
{\displaystyle (a+b)*c=(a*c)+(b*c)\,}, és
{\displaystyle a*(b+c)=(a*b)+(a*c)\,}.

## Példák
- A valós számokon értelmezett összeadás és szorzás esetében a szorzás disztributív az összeadásra (azonban az összeadás nem disztributív a szorzásra):

{\displaystyle \forall a,b,c\in \mathbb {R} :\quad (a+b)\cdot c=a\cdot c+b\cdot c}
- Legyen {\displaystyle A,B,C} három halmaz. A közöttük értelmezett egyesítés és metszetképzés kölcsönösen disztributív egymásra.

{\displaystyle A\cap (B\cup C)=(A\cap B)\cup (A\cap C)}, illetve
{\displaystyle A\cup (B\cap C)=(A\cup B)\cap (A\cup C)}.

## Disztributív struktúrák
- Gyűrű
- Integritástartomány
- Test

## Lásd még
- Műveleti tulajdonságok